# ميسلاف ليكو
ميسلاف ليكو (بالكرواتية: Mislav Leko)‏ هو لاعب كرة قدم كرواتي في مركز الدفاع، ولد في 19 ديسمبر 1987 في أوسييك في كرواتيا. لعب مع نادي أوسييك ونادي براشوف وهايدوك سبليت.

## وصلات خارجية
- ميسلاف ليكو على موقع الاتحاد الأوربي (الإنجليزية)
- ميسلاف ليكو على موقع قاعدة بيانات كرة القدم.إي يو (الإنجليزية)
- ميسلاف ليكو على موقع Soccerway.com (الإنجليزية)